# L'escluso (1948)
L'escluso (The Quiet One) è un film drammatico statunitense del 1948 diretto da Sidney Meyers.

## Trama
Uno psicoterapeuta in servizio presso la Wiltwyck School, una scuola per la rieducazione dei minorenni disadattati, prende a cuore un ragazzino di colore di Harlem con una dolorosa situazione familiare che è emotivamente disturbato, malvisto, non compreso e tormentato interiormente.
Il film contiene un commento scritto da James Agee e recitato da Gary Merrill.

## Produzione
Il film fu girato in 16 mm, autoprodotto, girato senza audio e in stile documentario. James Agee scrisse i dialoghi e la narrazione dei personaggi, rendendo il film una sorta di ibrido tra fiction e documentario. Dopo tre anni di tribolazioni, i realizzatori trovarono un distributore (Mayer-Burstyn Inc.) disposto a gestire il loro film di un'ora. La prima del film avvenne il 13 febbraio 1949 al teatro Little Carnegie di New York. Sebbene il film presenti nei titoli di testa l'elenco degli attori ("Cast") e il contributo di Agee ("Commentary and Dialogue written by James Agee"), l'Academy scelse di classificare il film come un documentario; nella nomination agli Oscar si indicavano solo i produttori e non si faceva riferimento al contributo di Agee. Il contributo di Agee fu invece presente alla Mostra del cinema di Venezia del 1949 dove il film fu premiato anche per la migliore sceneggiatura e, in seguito a questo trionfo, Agee ricevette inaspettatamente una sovvenzione di 1.000 dollari dal National Institute of Arts and Letters.

## Critica
Agee come sceneggiatore e Meyers come regista realizzarono The quiet one in 16 mm: un film di finzione su un bambino nero di Harlem, così dissimile per il suo realismo da quelli hollywoodiani da sembrare un documentario. Il critico Bosley Crowther definì entusiasticamente sul The New York Times il film «un autentico capolavoro sotto forma di documentario drammatico (...) paragonabile a quei film drammatici crudi che abbiamo avuto dall’Italia dopo la guerra (...) è lo Shoeshine della vita urbana americana».

## Riconoscimenti
- 10ª Mostra internazionale d'arte cinematografica di Venezia (1949) vincitore del Premio Internazionale[4] e migliore sceneggiatura[5]
- Il National Board of Review Awards 1949 giudicò The quiet one il miglior film del 1949 dopo Ladri di biciclette  (in inglese: The Bicycle Thief) di Vittorio De Sica[6]
- Candidato all'Oscar al miglior documentario (1949), battuto da The Secret Land diretto da Orville O. Dull [7]
- Candidato all'Oscar al miglior soggetto e sceneggiatura (1950), attribuito a Robert Pirosh per Bastogne (film 1949)[8]